# ووچیچ یاشینسکی
ووچیچ یاشینسکی (انگلیسی: Wojciech Stefan Jasiński؛ زادهٔ ۱ آوریل ۱۹۴۸) سیاستمدار، کارآفرین و مدیر اجرایی اهل لهستان است، که هم‌اکنون به‌عنوان مدیرعامل شرکت نفتی اورلن فعالیت می‌کند. وی در فاصله سال‌های ۲۰۰۶ تا ۲۰۰۷ وزیر خزانه‌داری لهستان بود.